# Maximum Velvet Revolver
Maximum Velvet Revolver är ett musikalbum av Velvet Revolver och utgavs 2005.

## Låtar
1. Introduction
2. Origins
3. Rock Infamy
4. Break And Rejuvenate
5. Singer Required, Apply Within
6. Shooting From The Hip
7. A Sight To Behold
8. Uppers And Uppers
9. Shooting Up
10. Dirty Little Things
11. Here To Stay